# Cesar Jurjaku
Cesar Jurjaku (雄略天皇 Jurjaku-tenno) je 21. japonski cesar v skladu s tradicionalnim nasledstvom.
Spominjajo se ga kot pokrovitelja serikulture - proizvodnje svile. Njegovem vladanju ne moremo pripisati točnih datumov, a naj bi po konvencijah vladal med leti 456 in 479.

## Legenda
Jurjaku je bil monarh iz 5. stoletja. Vladavina 29. cesarja Kinmeja je prva, ki ji pripisujejo točne in preverljive datume. Konvencionalno sprejeti datumi izhajajo iz časa cesarja Kanmuja, 50. cesarja dinastije Jamato.
Po Kodžikiju naj bi vladal od 13. dneva 11. meseca leta 456 do 7. dneva 8. mesec leta 479.
Po Kodžikiju in Nihon Šokiju se je ob rojstvu imenoval princ Ohacuse Vakatake (大泊瀬 幼武). Meči, ki so jih izkopali iz nekaterih kofunov imajo vrezano ime Vaka Takeru (Okimi). Cesarsko ime Jurjoku so mu pridali posmrtno v kasnejši dobi. Bil je peti in najmlajši sin cesarja Ingja. Po atentatu na njegovega brata cesarja Anka je zmagal v naporih z brati za prestol. Njegov dejanski naziv je bil verjetno Sumeramikoto ali Amenošita Širošimesu Okimi (治天下大王, "veliki kralj, ki vlada pod nebesi"), saj se naziv tenno pojavi šele v času cesarja Tenmuja in cesarice Džito. Lahko da so ga nazivali z (ヤマト大王/大君 Jamato Okimi, "veliki kralj Jamata"). Imel je tri žene, njegov naslednik cesar Sejnej je bil sin žene Kazuraku no Karahime.
Leta 463 je cesar povabil boga strel s hriba Mimuro v palačo. Poslal je sla Sugaruja, da gre iskati božanstvo. Jahal je s helebardo s pritrjenim rdečim praporjem, ki predstavlja pisarno cesarjevega sporočevalca. Kmalu je strela udarila in Sugaru je s pomočjo svečenikov prizemljil kamija v kočijo, da bi ga pripeljali pred cesarja v podobi velike kače. Cesar ni spoštoval primernih obredov očiščenja in verske abstinence, zaradi česar je kami pred cesarjem grmel in kazal grozeča zrkla. Cesar Jurjaku je bežal v notranjost palače in si pokrival oči. Veliko kačo so vrnili na Mimuro, cesar pa se je pokoril z mnogimi daritvami jeznemu božanstvu. Zgodba je zabeležena v Nihongiju in mnogih drugih knjigah.
Dejansko mesto Jurjakujevega groba ni znano. Tradicionalno ga častijo v spominskem šintoističnem svetišču (misasagi) v Osaki.
Cesarska hiša je posvetila to lokacijo kot njegov mavzolej. Uradno se imenuje Tadži'i no Takavaši-hara no misasagi.

## Consorts in otroci
Cesarica: Kusaka no hatabihime no Himemiko (草香幡梭姫皇女), hči cesarja Nintokuja ali cesarja Ričuja
Gospa: Kacuragi no Karahime (葛城韓媛), hči Kacuragi no Cubura no Oomi (葛城円大臣)
- Princ Širaka (白髪皇子) (cesar Sejnej) (444?-484)
- Princesa Takuhatahime (栲幡姫皇女) (?-459) (Sajku)

Gospa: Kibi no Vakahime (吉備稚媛) (?-479), hči Kibi no Kamicumiči no omi (吉備上道臣)
- Princ Ivaki (磐城皇子)
- Princ Hošikava no Vakamija (星川稚宮皇子) (?-479)

Gospa: Vani no ominagimi (和珥童女君), hči Kasuga no Vani no omi Fukame (春日和珥臣深目)
- Princesa Kasuga no Ojracume (春日大娘皇女), poročena s cesarjem Ninkenom

## Kralj Bu
Kralj Bu, ki bi lahko bil Jurjaku Minabo Tarriko, je leta 478 poslal odposlance na dvor cesarja manjše kitajske dinastije Liu Song. Veleposlanik je razložil, da so njihovi potomci osvojili 115 barbarskih držav. Tej trditvi je sledila zahteva za vojaško pomoč proti korejskem kraljestvu Goguryeo.
Jurjakuja naj bi sodobniki na Kitajskem imenovali Bu (武, v japonščini se bere kot Take ali Takeru). Vladati naj bi začel pred 477, kot vladarja pa so ga priznale dinastije Liu Song, južni Qi in Liang. Vladal je do leta 502. Bu je poslal sle k dinastiji Song v letih 477 in 478 za vojaško podporo pri obrambi kraljestva Baekje pred kraljestvom Goguryeo.

## Poezija
Zanimanje tega cesarja za poezijo je ena njegovih bolje dokumentiranih osebnostnih in vladarskih lastnosti. Njegove pesmi so vključene v Man'jošuju, mnogi verzi pa so ohranjeni tudi v Kodžikiju in Nihon Šokiju.